# Влажные мечты на улице Вязов
«Влажные мечты на улице Вязов» (англ. A Wet Dream on Elm Street) — американский фильм ужасов 2011 года, снятый в форме порнопародии на киносерию «Кошмар на улице Вязов». Лента выпущена в формате Direct-to-video. Главный персонаж, Фредди Крюгер, прикрепляет вибраторы к своим пальцам и погружает женщин в «кому удовольствия» после того, как доставляет им оргазм.

## Сюжет
После секса со своим бойфрендом девушка испытывает шок, когда он превращается в Фредди Крюгера (впрочем, она принимает его за Эдварда Джеймса Олмоса). Фредди соблазняет девушку своей перчаткой, к пальцам которой прикреплены вибраторы.
На ежегодной встрече выпускников старшей школы на улице Вязов три девушки обсуждают, как таинственно умерли их одноклассницы. Появляется профессор полового просвещения, который поправляет их, объясняя, что те девушки не умерли, а впали в вызванную оргазмом «кому удовольствия», пока спали. Профессор предполагает, что это работа Фредди, продавца секс-игрушек, который продавал в их городке свои низкокачественные товары по завышенной цене. Однажды разгневанные бракованной продукцией Фредди, покупатели подожгли его вместе с его игрушками, причём профессор тогда бросил первую спичку. «Этот парень продал мне дерьмовую игрушку. Сказал, что это Свет Плоти. А оказалось, что это просто фонарик», — объясняет профессор. Фредди обгорел до пояса, и, умирая, поклялся, что отомстит своим убийцам через их детей. Профессор ошеломлён тем, что девушки не помнят этого (ведь они были свидетелями сожжения Фредди и присутствовали на вечеринке в квартале, посвященной этому событию), и предупреждает их, чтобы они не засыпали.
Дома Бетти пытается не заснуть, просматривая порнофильм «Трахающийся мертвец», но внезапно он превращается в видео, на котором Фредди занимается сексом с охранницей в тюремной камере. Когда Фредди заканчивает с охранницей, он нападает на Бетти, но в последний момент она просыпается. В школе Бетти рассказывает остальным о своём кошмаре, и профессор признаётся, что однажды ему приснился сон о Фредди, в котором видел перчатку Фредди достаточно долго, чтобы он смог создать её точную копию. Решив, что эта копия поможет им найти слабое место Фредди, профессор отдает перчатку Ками. Ками мастурбирует этой перчаткой до потери сознания, и Фредди вводит её в коматозное состояние.
Профессор везет Ками в больницу, Бетти отправляется домой, а третья подружка, Денайс, остаётся в школе («Если я чему-то и научилась из фильмов ужасов, так это тому, что злодей-психопат никогда не нападает на красивую девушку в тёмной комнате, когда она совсем одна и наиболее уязвима», — говорит она). Услышав звуки, доносящиеся из её старого учебника, Денайс листает его и видит, как она и профессор занимаются на его страницах сексом. Девушка переносится в книгу, и когда она и профессор кончают, последний превращается во Фредди, который вводит Денайс в кому.
Устав жить в страхе, Бетти ложится спать и во сне сталкивается с Фредди. Пара занимается сексом, и когда Фредди после оргазма пытается ввести её в кому, девушка сообщает злодею, что вытащила батарейки из его перчатки. Когда становится ясно, что Фредди лишился своей силы, Бетти просыпается и задаётся вопросом, а не было ли всё это просто сном, и обнаруживает, что её нижнее бельё насквозь мокрое.

## В ролях
- Чарли Чейз — Денайс
- Дженнифер Уайт — подруга Адама
- Софи Ди — Бетти
- Грейси Глэм — Ками
- Жизель Леон — тюремная охранница
- Энтони Розано — Фредди Крюгер[1]
- Томми Пистол — профессор полового просвещения
- Крис Джонсон — Адам
- Ли Рой Майерс[англ.] — покупатель секс-игрушек
- Борода Сета — покупатель секс-игрушек
- Фредди Фингерс — покупатель секс-игрушек

## Производство и показ
Ли Рой Майерс тщательно выбирал название для своего фильма, желая, чтобы его видео стало «вирусным». Он хотел, чтобы его картина была «забавной, сексуальной, мрачной и очень, очень непохожей»; желал «тщательно сбалансировать секс и ужас, чтобы создать адскую пародию». Съёмки начались в июне 2011 года.
Премьера фильма состоялась 29 сентября 2011 года в США в формате Direct-to-video (на DVD).

## Критика
- Социолог Шантель Тиббалс поместила фильм на первое место в своём списке «10 лучших порнофильмов с 2010 года» (2014), назвав его «очень весёлым» и «гениально комедийным»[7].
- Винс Манчини из Uproxx[англ.] назвал фильм «довольно хорошей пародией», «лучше, чем кинопародии Джейсона Фридберга и Аарона Зельцера[англ.]»[8].
- Сайт WhatCulture поместил картину на девятое место в своём списке «10 нелепых порнопародий на фильмы ужасов, в которые вы не поверите», прокомментировав: «К счастью, кто бы ни руководил этим, Фредди превратился из школьного сторожа в продавца секс-игрушек и сделал своих жертв старше подросткового возраста. Здравомысленно»[9].
- Журнал Bustle[англ.] порекомендовал эту ленту среди «6 NSFW-фильмов на тематику ужасов»[10].
- Фильму были посвящены развёрнутые обсуждения в книгах Torture Porn: Popular Horror after Saw[11] и Horror Film: A Critical Introduction[12].
- Положительный отзыв фильм получил на ресурсе BuzzFeed.
- Dread Central. «Вы знаете, обычно мы не освещаем подобные вещи, но иногда нам попадаются вещи, которые слишком глупы, чтобы их игнорировать»[13].
- avn.com. «…неотразимый, дурацкий поворот популярной серии фильмов-слэшеров. Когда местный дилер Фредди завышает цены на секс-игрушки для жителей улицы Вязов, они решают отомстить, сжигая его и его фаллоимитаторы. Однако, как известно каждому фанату ужасов и порно, иногда они кончают обратно[14]! Фредди вернулся… и он возбуждён!»[15]

## Номинации
- 2012 — AVN Awards в категориях «Лучший режиссёр (кинопародия)», «Лучший грим» и «Лучшая сцена соло-секса»[16].
- 2012 — XBIZ Award в категориях «Комедийная пародия года», «Режиссёр года (индивидуальный проект)» и «Сценарий года»[17].